# Meșter

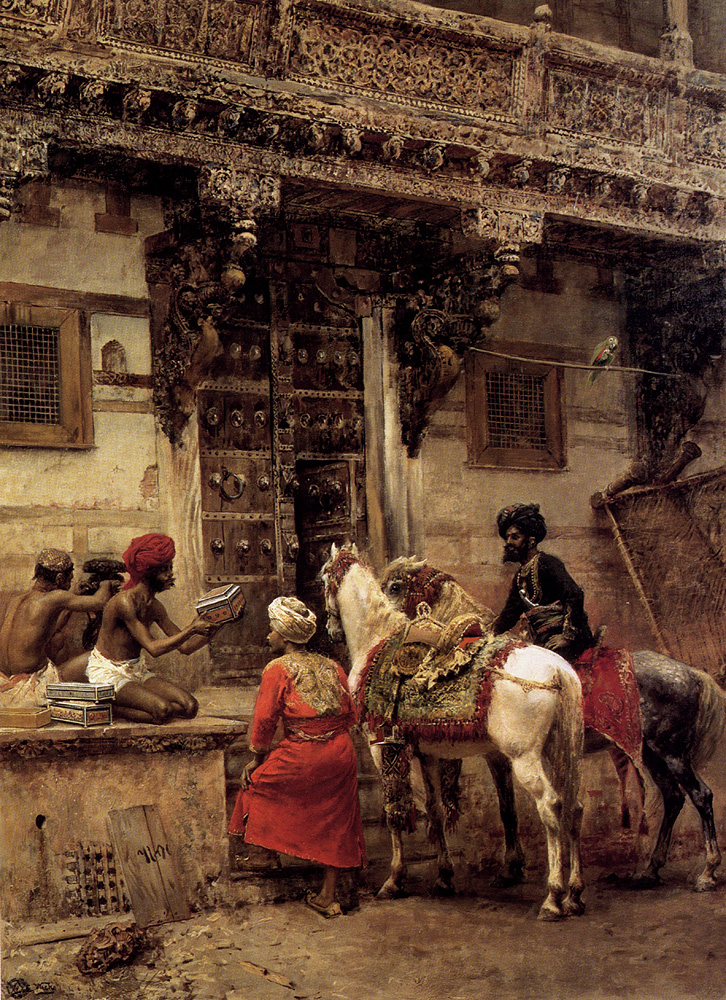
Un meșter vânzând cutii din lemn de tec la Ahmedabad, pictură de Edwin Lord Weeks

Un meșter era un meseriaș cu o calificare superioară care făcea parte dintr-o breaslă. În sistemul de bresle din țările europene, doar meșterii și calfele aveau voie să fie membri ai breslei.
Un aspirant la rangul de meșter trebuia să treacă anterior prin gradele de ucenic și calfă înainte de a putea deveni meșter artizan. El trebuia să urmeze o perioadă de stagiu pe post de calfă, să efectueze o călătorie de lucru de câțiva ani și să realizeze o capodoperă meșteșugărească înainte de a putea să se alăture breslei. Dacă lucrarea produsă de el nu era acceptată de ceilalți meșteri, nu i se permitea să se alăture breslei, putând să rămână calfă pentru tot restul vieții sale.

## Meșterii în diferite țări

### Marea Britanie
Această tradiție își are originea în Europa Medievală. Cele mai vechi bresle au fost bresle „frith” sau „peace” - grupuri asociate pentru protecția reciprocă în urma ruperii kins, care erau grupuri unite prin legături de sânge.
Breslele comerciale - asociații de negustori ce practicau comerțul internațional - au fost puternice în secolele al XII-lea și al XIII-lea, dar și-au pierdut importanța odată cu dezvoltarea breslelor meșteșugărești - asociații de meșteri, calfe, ucenici și comercianți într-un anumit meșteșug.

### Germania

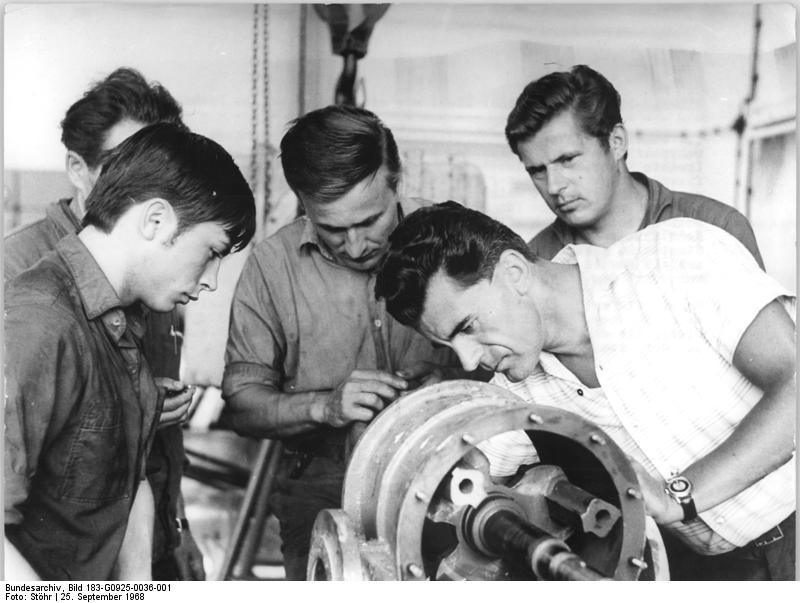
Un meșter arată funcționarea unei pompe de vid cu compresor unui ucenic și mai multor meșteșugari

În Germania, meșterul (Meister) este cea mai înaltă calificare profesională în meserii și este un rang recunoscut de stat. Certificarea profesională este numită Meisterbrief. Calificarea include pregătire teoretică și practică în cadrul meseriei, precum și pregătire juridică și comercială. În plus, implică dreptul de a instrui ucenici. Aceste calificări îl pregătesc pe Meister să-și conducă propria afacere sau, alternativ, să obțină poziții superioare în cadrul unei companii. Statutul de meșter este reglementată în Gesetz zur Ordnung des Handwerks (Codul de reglementare a meșteșugurilor și comerțului).
Deși breslele au fost desființate în Germania, rangurile de ucenic (Lehrling), calfă (Geselle) și meșter au fost păstrate chiar și în timpurile moderne. În cazul meseriilor importante ce pot afecta viața consumatorilor precum, de exemplu, meseriile de electricieni și coșari, orice activitate comercială trebuie să fie condusă de un meșter artizan sau trebuie să aibă angajat cel puțin un Meister.
Calfele și meșterii sunt în mod automat membri ai camerei regionale a activităților meșteșugărești (Handwerkskammer), care este o instituție publică cu auto-guvernare. Camera organizează formarea profesională și examinarea calfelor și meșterilor.
Pentru a deveni un meșter artizan, este de obicei necesară urmarea unui curs de formare profesională într-o meserie, încheiat cu un examen final numit Gesellenprüfung (examinarea calfei), și o experiență practică de cel puțin 3 până la 5 ani pe post de calfă (Geselle). Dacă aceste cerințe sunt îndeplinite, candidatul poate urma cursuri pentru Meisterprüfung (examinarea meșterului). Durata cursurilor durează de la 4 la 6 ani, în funcție de meserie. Examinarea include componente teoretice, practice și orale și durează 5-7 zile (în funcție de meserie). În unele meserii, se solicită realizarea unei creații individuale valoroase ca parte a examenului.
Statutul de Meister îi oferă deținătorului dreptul de a studia pentru o diplomă de licență la Universitate, indiferent dacă Meister-ul îndeplinește condițiile de studii obișnuite pentru admiterea la o universitate tehnică sau nu. Potrivit sistemului german, Meisterbrief are un statut similar cu cel al unei diplome de licență, chiar dacă ea nu este un grad academic și, astfel, nu este direct comparabilă.